# Théorie du corps amoureux
 (août 2021).
Si vous disposez d'ouvrages ou d'articles de référence ou si vous connaissez des sites web de qualité traitant du thème abordé ici, merci de compléter l'article en donnant les références utiles à sa vérifiabilité et en les liant à la section « Notes et références ».
Pour une érotique solaire
Théorie du corps amoureux : Pour une érotique solaire est un essai de Michel Onfray publié en 2000 chez Grasset.

## Présentation
Cet essai philosophique est le cinquième qu'écrit Michel Onfray sur le thème de l'hédonisme et de tout ce que ça implique pour lui d'autonomie et de responsabilité. Dans le premier chapitre intitulé Du manque, il cite ce texte de Nietzsche :

« On a enseigné à mépriser les tout premiers instincts de la vie ; on a imaginé par le mensonge l'existence d'une « âme », d'un « esprit » pour ruiner le corps ; dans les conditions premières de la vie, dans la sexualité, on a enseigné à voir quelque chose d'impur . »

Peu à peu, d’un ouvrage à l’autre, Michel Onfray poursuit sa quête, ici dans le domaine de sa théorie hédoniste qui compte en 2012 treize ouvrages. Comme souvent, il aime puiser ses références dans la pensée des philosophes de l’antiquité qu’il cite abondamment dans son ouvrage,.

## Contenu et analyse
Dans  Théorie du corps amoureux, il fait part de son expérience et de ses lectures, essentiellement de Nietzsche et de Foucault. Reprenant la méthode des philosophes antiques, il fait appel à des métaphores animales pour exprimer sa pensée. De la sirène au hérisson en passant par le carrelet, le chien, l’éléphant, l’abeille et le pourceau, c’est un abondant zoo métaphorique porteur de sens pour la pensée philosophique qu'il utilise. Il revient sur la notion d’épicurisme qui lui est chère en insistant sur l’étymologie du terme renvoyant à des notions de secours et d’aide. L’hédonisme existe ainsi dans la volonté de réconforter autrui.
C’est ce qu’il traite dans une première partie avec la « généalogie du désir » à travers la métaphore du carrelet pour aboutir à une critique de l’androgynie, de l’abstinence à partir des conceptions de Démocrite, l’un de ses philosophes antiques préférés, rejetant les idées de Platon de désacraliser le corps.
La logique du plaisir développe deux métaphores zoologiques, celle de l’éléphant monogame et du pourceau épicurien, qu’il a tendance à opposer. En effet, l’éléphant est plutôt vu comme l’image de la stabilité du couple, de la continence, de la virginité, de l’aversion et de la répugnance de la chair, du platonisme paulinien alors que le pourceau apparaît comme le côté hédoniste de la doctrine d’Épicure pour être capable de dominer le plaisir (et non l’inverse). C’est donc la défense d’une conception libertine qui s’oppose là aussi à la permanence du  couple judéo-chrétien ou platonicien.
La troisième partie se structure autour de « La théorie des agencements libertins », toujours par l’intermédiaire de métaphores zoologiques qui permettent de servir de base et de concrétiser sa démonstration. C’est d’abord l’abeille grégaire et les images qu’elle véhicule, celles d’un certain modèle féminin, d’une vision de la famille comme ordre politique. Sa théorie va même jusqu’à envisager un possible renoncement à la reproduction, fait naturel mais qui s’oppose en réalité à la culture hédoniste libertaire de l’auteur.
Vient ensuite la symbolique du hérisson pris comme exemple à adopter pour les relations amoureuses, ni trop éloignées, ni trop rapprochées, dans une contre réaction où les piquants repoussent, peuvent blesser et la douceur du ventre attire. C’est ce qu’il recherche dans l’équilibre, le niveau de relation interindividuelle souhaitable dans les relations amoureuses.  Contrairement au mariage, le contrat est avant tout moral, respectant le niveau d’engagement de chacun, au-delà de la permanence ou de "l’amour éternel". Il termine par une défense du roman autobiographique, y compris dans le domaine de la philosophie, en se référant au philosophe grec Lucien de Samosate.